# Maltrato infantil

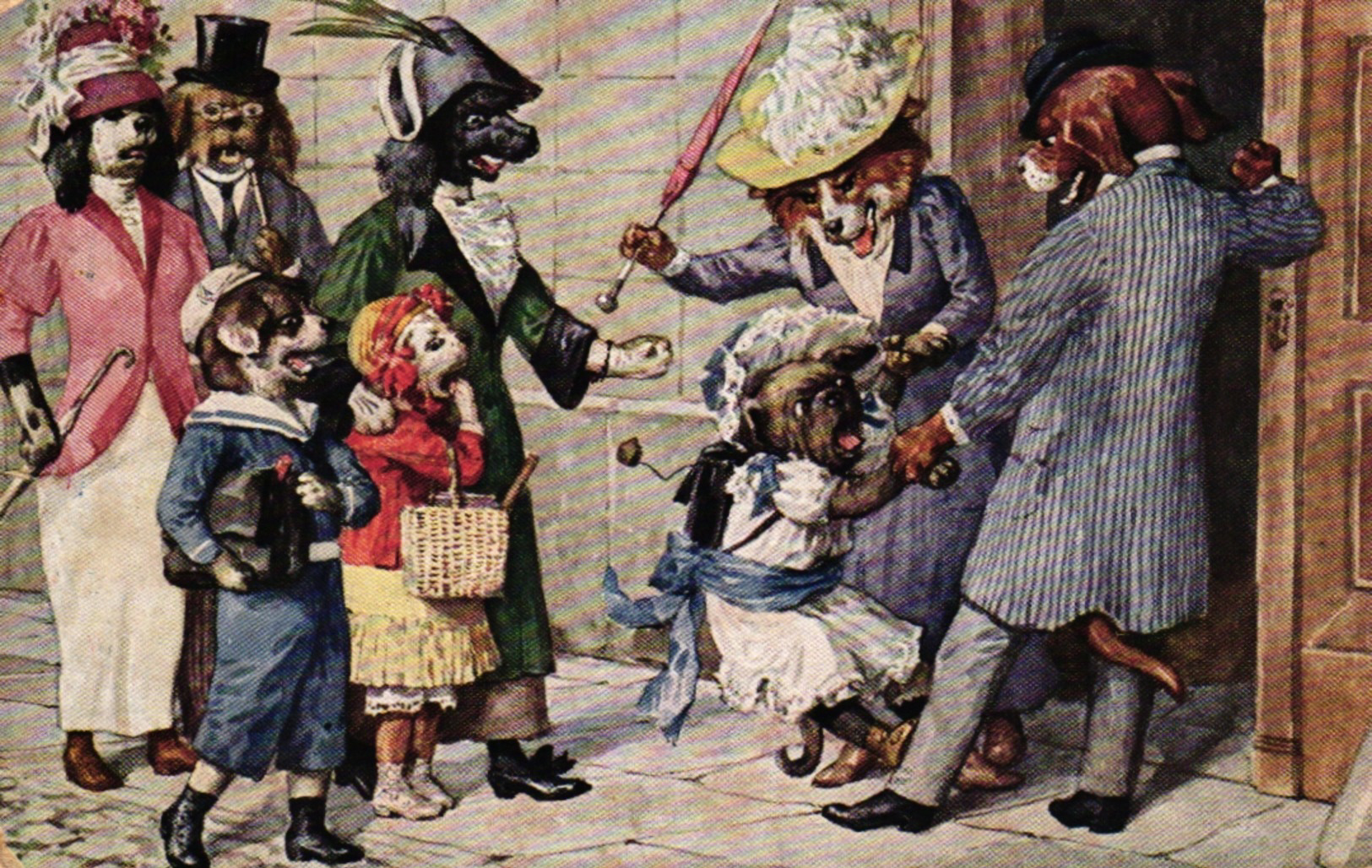
“Das Müssen ist ein Bitterkraut”, caricatura de Arthur Thiele en el que se muestran a perros antropomórficos, un adulto golpeando a un infante con una sombrilla; c. 1936.

El maltrato infantil o abuso infantil  es una tarea complicada, aunque existe un amplio acuerdo sobre la definición, plasmada en la Convención de los Derechos del  Niño, ya que en ella coexisten diferentes perspectivas:  física, médica y sociológica. En el Nuevo diccionario para el análisis e intervención social con infancia y adolescencia además de la definición citada anteriormente son referidas otras dos definiciones que aparecen en la literatura técnica.

1. Toda violencia, perjuicio o abuso físico o mental, descuido o trato negligente, malos tratos o explotación, mientras que el niño se encuentre bajo la custodia de sus padres, de un tutor o de cualquiera otra persona que lo tenga a su cargo. (convención de los derechos del niño de Naciones Unidas, artículo 19. Ver anexo 1).
2. Cualquier acción u omisión no accidental en el trato hacia un menor de edad, por parte de sus padres o cuidadores, que le ocasiona daño físico o psicológico y que amenaza su desarrollo integral.
3. Abusos y/o trato negligente del que son objeto los menores de edad por parte de sus padres o cuidadores, incluyendo todos los tipos de maltrato físico o psicológico, abuso sexual, desatención, exposición a la violencia de género, negligencia y explotación comercial o de otro tipo que causen o puedan causar daño a la salud, desarrollo o dignidad del niño/a o poner en peligro su supervivencia.
Solís de Ovando Segovia

El maltrato infantil ha sido un conflicto que ha persistido desde los pueblos y civilizaciones de la antigüedad en que se utilizaba a los niños, niñas y adolescentes para realizar sacrificios y rituales. Sin embargo, según este texto, no hace tanto tiempo que la sociedad obtuvo control sobre el abuso en las personas menores de edad. En los Estados Unidos se creó una organización la cual, se dedicó ayudar a niños desamparados y la misma fue conocida como Child Welfare Movement (Movimiento Bienestar de la Infancia). Además surgieron otras organizaciones contra el maltrato infantil tal como la Sociedad Neoyorquina para la Reforma de los Delincuentes Juveniles en 1825, cuyo propósito fue ayudar a niños maltratados y abandonados por padres o familiares. Años más tarde se fundó en el estado de Nueva York la Society for Prevention of Cruelty of Children / Sociedad para la prevención de la crueldad contra niños la cual, surgió como fuente de inspiración para desarrollar otras organizaciones contra el abuso infantil en los Estados Unidos y Europa. Aunque, según el texto, en 1874 fue la primera vez que se ganó un caso referido al abuso o maltrato de infantil cuando una menor de nueve años nativa del estado de Nueva York fue sometida a abuso físico. Una trabajadora de caridad ayudó a la criatura y la misma acudió a la Sociedad Americana para la Prevención de crueldad de los animales donde la trabajadora, encargada del caso de la menor, expresó lo siguiente: «La menor merecía tanta protección como un perro común» y con estos testimonios pudieron ganar el caso.
Existen distintos tipos de maltrato infantil fuera del maltrato infra-familiar, como jardines de infantes, escuelas, o clubes deportivos. Es por eso que también existen distintos tipos de maltrato, los cuales son: 
- Maltrato físico: representa la acción no accidental de algún adulto que provoca daño físico o enfermedad en el niño, o que lo coloca en grave riesgo de padecerlo como consecuencia de alguna negligencia intencionada.
- Abandono físico: es aquella situación en la que las necesidades físicas básicas del menor no son atendidas adecuadamente por ningún adulto del grupo que convive con él.
- Abuso sexual: se trata de cualquier clase de placer sexual con un niño por parte de un adulto desde una posición de poder o autoridad, no siendo necesario que exista un contacto físico, utilizándose al niño como objeto de estimulación sexual. Incluye el incesto, la vejación sexual, la violación y el abuso sexual sin contacto físico.
- Maltrato emocional: está constituido por conductas de los padres o cuidadores, como insultos, rechazos, amenazas, humillaciones, desprecios, burlas, críticas, aislamiento, atemorización, que causen o puedan causar deterioro en el desarrollo social, emocional o intelectual del niño.
- Abandono emocional: ocurre cuando el niño no recibe el afecto, la estimulación, el apoyo y la protección necesarios en cada estadio de su evolución y, por lo tanto, se inhibe su desarrollo óptimo. Existe una falta de respuesta por parte de los padres o cuidadores a las expresiones emocionales del niño o a sus intentos de interacción o aproximación.
- Síndrome de Münchhausen: se presenta cuando los padres o cuidadores del niño lo someten a continuas exploraciones médicas, suministro de medicamentos o ingresos hospitalarios, alegando síntomas ficticios o generados de manera activa por el adulto.
- Maltrato institucional: se trata de cualquier legislación, procedimiento, actuación u omisión procedente de los poderes públicos o de la actuación individual del profesional que comporte el abuso, la negligencia, el detrimento de la salud, la seguridad, el estado emocional, el bienestar físico, la correcta maduración, o que  viole los derechos básicos del niño o de la infancia.[5]
- Otras formas de maltrato: además de estas, puede haber otras formas de maltrato, tales como obligar al menor a que realice actividades delictivas, a que lleve a cabo la mendicidad e, incluso la sobreprotección por parte de sus familiares.

## Concepto
La definición de maltrato o abuso implica una valoración social en relación a lo que es peligroso o inadecuado para el niño. Y aquí reside precisamente  gran dificultad para definirlo, ya que hay una falta de consenso social respecto a lo que constituyen formas de crianza peligrosas e inaceptables. Resulta difícil establecer la raya de separación entre lo que es un maltrato y lo que no lo es (...)

El Nuevo Diccionario para el Análisis e Intervención Social con Infancia y Adolescencia (Solís de Ovando, 2021) registra tres entradas para maltrato infantil:
1. Toda violencia, perjuicio o abuso físico o mental, descuido o trato negligente, malos tratos o explotación, mientras que la persona menor de edad se encuentre bajo la custodia de sus padres/madres, de un tutor/a o de cualquiera otra persona que la tenga a su cargo. (Convención de los Derechos del Niño de Naciones Unidas, artículo 19.
2. Cualquier acción u omisión no accidental en el trato hacia una persona menor de edad, por parte de sus madres, padres o cuidadoras/es, que le ocasiona daño físico o psicológico y que amenaza su desarrollo integral.
3. Abusos y/o trato negligente del que son objeto las personas menores de edad por parte de sus madres, padres o cuidadoras/es, incluyendo todos los tipos de maltrato físico o psicológico, abuso sexual, desatención, exposición a la violencia de género, negligencia y explotación comercial o de otro tipo que causen o puedan causar daño a la salud, desarrollo o dignidad del niño/a o poner en peligro su supervivencia.

Según la OMS el maltrato infantil se define como los abusos y desatenciones que reciben los menores de 18 años, incluido el maltrato físico, psicológico o sexual, que dañen su salud, desarrollo o dignidad, o bien pongan en riesgo su supervivencia. 

### Señales del maltrato infantil
- Cambio repentino en el comportamiento o rendimiento en la escuela.
- Estado de alerta, en espera de que algo malo suceda.
- Mal comportamiento.
- Salir de casa temprano, llegar a casa tarde y no querer ir a casa.
- Temor cuando se le acerca un adulto y al contacto físico. Llanto fácil.
- Apartamiento de las amistades y las actividades habituales.
- Depresión, ansiedad o miedos inusuales, o pérdida repentina de la confianza en sí mismo.
- Ausencias frecuentes de la escuela o negativa a tomar el autobús escolar.
- Intentos de huida o fuga de casa.
- Comportamiento rebelde o desafiante. Irritabilidad
- Intentos de suicidio.
- Conocimiento, comportamiento, dibujos y lenguaje sexual que no corresponde con su edad.
- Alteraciones del sueño: terror nocturno, pesadillas.
- Cambios en la higiene.
- Trastornos alimentarios.
- Regresiones del tipo de volver a mojar la cama
- Estrés crónico.
- Problemas de vinculación y apego.
- Inadaptación.
- Exceso de responsabilidades no adecuadas a la edad.

### Consecuencias del maltrato
Este puede tener consecuencias a largo plazo ya que genera estrés y se asocia a trastornos del desarrollo cerebral temprano. Los casos extremos de estrés pueden alterar el desarrollo de los sistemas nervioso e inmunitario. En consecuencia, los adultos que han sufrido maltrato en la infancia corren mayor riesgo de sufrir problemas conductuales, físicos y mentales, como depresión, obesidad, comportamientos sexuales de alto riesgo, embarazos no deseados, se vuelven adictos a sustancias como alcohol, tabaco y otras drogas.
El maltrato puede contribuir a las enfermedades del corazón, al cáncer, al suicidio y a las infecciones de transmisión sexual.
El maltrato psicológico que recibe el niño a consecuencia del maltrato que se ejerce sobre él, puede afectar su desarrollo en la infancia y si no se tiene un tratamiento psicológico podría tener consecuencias en la vida adulta; ya que puede generar en el niño una baja autoestima, problemas en el rendimiento escolar, ser tímidos, pueden llegar a ser más agresivos, comportamiento más hostiles y llegar a ser poco afectivos. Además es frecuente que estas conductas se repitan en sus relaciones interpersonales, llegando a ser muy hostiles o dependientes hacia el otro. 
Estas situaciones de maltrato psicológico, obliga a los niños a utilizar una gran cantidad de energía psicológica para desarrollar mecanismos de adaptación. Como por ejemplo en las relaciones interpersonales caracterizadas por la dependencia y el rechazo; ésta aparece por la indiferencia de los padres, por lo que el niño puede convertirse en un ser muy dependiente de los signos de afecto de cualquier adulto, llamando su atención para procurarse un poco de afecto, exponiéndose permanentemente al peligro del abuso sexual o del rechazo.
Las consecuencias que vive un niño, niña o adolescente maltratado empiezan desde que pasa por esa situación y pueden prolongarse por largo tiempo, incluso años o décadas y llegar a comprometer su vida adulta.
En general, el niño maltratado no cumple con el desarrollo de las metas de su crecimiento y desarrollo, es decir, autoestima, felicidad, salud, creatividad, solidaridad, autonomía y espiritualidad en un ambiente bidireccional de construcción entre los padres y los niños. Estas habilidades se ponen al servicio del fomento del tejido de la resiliencia, que es la capacidad humana para triunfar de cara a la adversidad.
Las consecuencias que enfrenta un menor maltratado dependen en gran medida del tipo de maltrato, recurrencia, vínculo con el agresor, uso de violencia física, acceso oportuno a los servicios profesionales de protección infantil y atención médica. https://descubretusalud.com/8-consecuencias-maltrato-infantil-nino/ (enlace roto disponible en Internet Archive; véase el historial, la primera versión y la última).

### Prevención
Principalmente se requiere de un planteamiento bien constituido que vaya dirigido a los padres para que ellos reciban el conocimiento, apoyo e información adecuada y correcta para la educación de sus hijos, así como las escuelas para padres en las cuales se les alienta a adoptar buenas estrategias en las relaciones padres-hijos.
Dar programas dentro de las instituciones hospitalarias y educativas para informar a los niños sobre los abusos sexuales en la infancia. Haciendo énfasis en la propiedad de su cuerpo, las diferencias entre los contactos normales y los tocamientos impúdicos, cómo reconocer las situaciones de abuso, cómo decir «no» y sobre todo cómo revelar los abusos a un adulto en el que confíen.
Difusión de información sobre la eficacia de las intervenciones y expansión de la aplicación de las intervenciones de eficacia demostrada.

### Tratamiento
El niño podría necesitar tratamiento médico y asesoramiento. 
Existen grupos de asesoramiento y apoyo que están disponibles para los niños y para los padres que quieren recibir ayuda.
Hay departamentos o agencias estatales y gubernamentales que son responsables de la protección de los niños menores de 18 años. Las agencias de protección infantil usualmente toman una decisión de si el niño debe ir a un hogar de cuidado temporal o puede regresar a casa. Las agencias de protección infantil generalmente hacen un esfuerzo por reunir a las familias cuando es posible. El sistema varía de un estado a otro, pero usualmente incluye un tribunal de familia o un tribunal que maneja casos de abuso infantil.

## El maltrato o abuso físico
Se define como «cualquier acción no accidental por parte de los padres o cuidadores que provoque daño físico o enfermedad en el niño o le coloque en grave riesgo de padecerlo».

El abuso de menores consiste en varios elementos y se enfatiza en dos ideas principales las cuales son: la asimetría de edad y el abuso de poder. La asimetría de edad se refiere a la diferencia de edad que hay entre el agresor y la víctima, mientras que el abuso de poder es un factor necesario para el abuso infantil; ya que el mismo implica miedo y obtiene un rol dominante en el ámbito social. El abuso de poder se obtiene por medio de las experiencias y la madurez del agresor. Por esta razón la asimetría de edad se convierte en un factor en el maltrato infantil; ya que por medio de la edad se pueden descifrar los niveles de experiencia, madurez y sobre todo de malicia del agresor.
Existen lesiones centinela las cuales son definidas como lesiones menores infringidas, las cuales son reconocidas por el médico o los padres que son altamente sugestivas de maltrato. Son comunes en niños maltratados físicamente y raras en niños que no sufren maltrato. Se ha llegado a identificar su presencia previa en hasta un 25% de niños con maltrato físico y en un tercio de niños con diagnóstico de traumatismo craneoencefálico. Estas son: lesiones en la parte posterior de la oreja, lesiones dentro de la cavidad oral, y más específicamente en la cara interna del labio superior, y el antecedente de fracturas previas.
Los indicadores típicos del abuso físico en un menor son las magulladuras o moretones en diferentes fases de cicatrización y de forma extendida en diferentes partes del cuerpo; las quemaduras con formas definidas; las fracturas de nariz o mandíbula, o en espiral de los huesos largos; las torceduras o dislocaciones; las heridas o raspaduras en la cara y la parte posterior de las extremidades y torso; señales de mordeduras humanas; cortes o pinchazos; lesiones internas (en el cráneo o cerebro, síntomas de asfixia...).
Que es lo que se suele aconsejar ante una situación de maltrato:
- Mantener la calma.
- Comprobar que no ha sufrido heridas.
- Creer al menor.
- No juzgar.
- Responsabilizar siempre al agresor.
- Estar disponible para cuando el menor lo necesite.
- Asegurarle protección.
- No dudar nunca en denunciar el caso.

## El maltrato psicológico infantil
El maltrato psicológico infantil es aquella forma de maltrato llevada a cabo por las figuras paternales o de autoridad del niño que, a pesar de tener consecuencias tanto físicas como psicológicas, se lleva a cabo mediante mecanismos psicológicos. Este tipo de maltrato se da siempre que hay una situación de maltrato físico, pero el maltrato emocional no tiene por qué estar acompañado por el físico.
Maltrato emocional, también denominado maltrato psicológico, es concebido en dos líneas: 1 Situación en que las personas adultas del grupo familiar (normalmente madres/padres o cuidadoras/es) dirigen reiteradamente insultos, desprecio, crítica exagerada, amenaza de abandono, etc. hacia el niño, niña o adolescente, impidiendo o dificultando sus iniciativas de interacción, que pueden ir desde la evitación hasta el aislamiento y 2. Toda manifestación hacia un niño, niña o adolescente (acción de carácter verbal, gestual o de otra índole) que le provoque o pueda provocarle daños psicológicos.
Se entiende por maltrato psicológico toda aquella acción que produce un daño mental o emocional en el niño, como: ridiculizar, insultos, menosprecio, causándole perturbaciones de magnitud suficiente para afectar la dignidad, alterar su bienestar o incluso perjudicar su salud.
Los niños que sufren maltrato psicológico son considerados las “víctimas invisibles” porque, si bien el daño que les puede causar es extremadamente perjudicial, identificar si se está llevando a cabo conlleva una enorme dificultad. Las consecuencias afectan tanto a su desarrollo social como emocional, dejando importantes secuelas.
En 1983, durante la Conferencia Internacional sobre el Maltrato Psicológico a la Infancia y Juventud, se definió el maltrato psicológico de niños y jóvenes como “aquellos comportamientos por comisión u omisión que son juzgados, en base a una combinación de juicios profesionales y normas de comunidad, como psicológicamente dañinos. Tales actos son cometidos, de manera privada o colectiva, por individuos que, por sus características, tienen una posición de poder que hace que el niño sea vulnerable. Tales comportamientos dañan de manera inmediata o diferida el funcionamiento conductual, cognitivo, afectivo o físico del niño.”
Podemos distinguir entre cinco formas de maltrato psicológico en niños y sus manifestaciones:
- Rechazar: negarse a reconocer las necesidades e intereses legítimos del niño. Esto se puede llevar a cabo rechazando los actos de apego del niño, dejándole de lado en la familia y realizando críticas y valoraciones negativas de forma constante.
- Aislar: consiste el privar al niño de establecer relaciones sociales, negando su interacción con otros niños o adultos.
- Aterrorizar: amenazar al niño, induciéndole miedos. Se manifiesta, por ejemplo, usando el miedo como disciplina.
- Ignorar: privar al niño de la atención, protección, ayuda y estimulación que necesita, limitando así su crecimiento emocional y su desarrollo intelectual.
- Corromper: favorecer conductas que obstaculizan la integración del niño en la sociedad, reforzando así las pautas de conducta antisocial. Puede darse premiando sus conductas agresivas o alentándole a cometer conductas delictivas.

En cuanto a los indicadores que presentan los niños que han sido maltratados, podemos distinguir entre indicadores físicos y conductuales:
Comenzando con los indicadores físicos, se mencionan tres:
- Retraso en el crecimiento.
- Enfermedades psicosomáticas.
- Accidentes frecuentes.

Los indicadores conductuales son más numerosos:
- Dificultades en su desarrollo evolutivo.
- Muestras de recelo, permisividad, ansiedad o depresión.
- Signos de trastornos emocionales.
- Trastornos conductuales como conductas antisociales o conducta agresiva externa.
- Excesiva rigidez y conformismo.
- Excesiva preocupación por complacer a las figuras de autoridad.
- Autoestima pobre.
- Conductas adultas inapropiadas o infantiles.
- Trastornos de esfínteres o del sueño.

## El abandono, o negligencia física y cognitiva, y el maltrato institucional
La negligencia se identifica como la falta de proveer las necesidades básicas de un niño por parte de sus padres o personas encargadas.

Se define como aquella situación donde las necesidades físicas (alimentación, vestido, higiene, protección y vigilancia en las situaciones potencialmente peligrosas, educación y/o cuidados médicos) y cognitivas básicas del menor no son atendidas temporal o permanentemente por ningún miembro del grupo que convive con el niño.

La negligencia puede ser:
- Física (ej., falta de proporcionar comida o resguardo necesario, o ausencia de supervisión adecuada);
- Médica (ej., falta de proporcionar tratamiento médico o para la salud mental);
- Educativa (ej., falta de atención a las necesidades emocionales de un niño, falta de proporcionar cuidado psicológico o permitiendo que el niño use alcohol o drogas), acoso escolar...

Estas situaciones no siempre quieren decir que un niño es descuidado. Algunas veces los valores culturales, los estándares de cuidado en la comunidad, y la pobreza pueden ser factores que contribuyen, indicando que la familia necesita información o asistencia. Cuando una familia falla en el uso de información y recursos, y la salud o seguridad del niño está en riesgo,desde entonces la intervención
de la institución de protección y bienestar del niño podría ser requerida.
El maltrato de menores en el seno de las familias es una de las causas contribuyentes a la problemática social que hoy en día se vive, cuyo producto último es el aumento en la incidencia criminal por parte de la juventud. El maltrato destruye el núcleo familiar, al romper los lazos de confianza y amor que son fundamento mismo de ella. El uso de la violencia por parte de sus padres o cuidadores la pone en tela de juicio la realidad de amor de los padres hacia los hijos.
El maltrato institucional
Se entiende por maltrato institucional a cualquier legislación, procedimiento, actuación u omisión procedente de los poderes públicos o bien derivada de la actuación individual de los profesionales que comparte abuso, negligencia, detrimento de la salud, la seguridad, el estado emocional, el bienestar físico, la correcta maduración o que viole los derechos básicos del niño y/o la infancia. (Martínez Roig, 1989)
Al hablar del maltrato institucional, nos referimos a las inadecuadas o insuficientes prácticas llevadas a cabo por los siguientes sectores: ámbito sanitario, justicia, educación, servicios sociales, asociaciones para la prevención del maltrato infantil y ONG. Incluye tanto las formas más conocidas de malos tratos llevadas a cabo extra-familiarmente -físico, negligencia,emocional, sexual- como de los programas -educación, salud, nutrición- y de los sistemas políticos, públicos o sociales inadecuados.
El abuso infantil se puede detectar de diversas formas especialmente cuando los encargados legales del menor dejan de tomar responsabilidades sobre el mismo. Según este artículo, ha habido casos severos donde menores de 10 años tienden a cocinar ellos mismos porque los padres no han podido traer comida a la casa e incluso han ocurrido situaciones donde el menor permanecen más de 24 horas sin comer. Según esta revista, existen varios tipos de maltrato infantiles tales como, el abuso sexual (donde hay un contacto directo entre el agresor y la víctima), maltrato físico (donde ocurren lesiones y agresiones físicas en contra la víctima, no necesariamente hay abuso sexual), negligencia infantil (donde los padres o encargados legales descartan responsabilidades sobre el niño y al mismo lo abandonan) y el maltrato emocional (donde el agresor cosecha el miedo y la angustia sobre la víctima).
Un ejemplo de discriminación contra personas con discapacidad fue Cighid, un centro asemejado a un campo de concentración donde niños con discapacidad considerados como «irrecuperables» (en rumano: irecuperabili) murieron por el abandono al que eran sometidos.

## Acoso escolar
El acoso escolar o bullying es un tipo de disfunción adaptativa social que tiene su particular victimología. Según Terry y Cole (1992), se pueden identificar tres perfiles de niños y niñas impopulares que podemos identificar como dianas para este tipo de maltrato:
- Niños rechazados: aquellos que tienen una conducta agresiva constante (los pegones), o los que por el contrario tienen una actitud retraída, tímida o ansiosa.
- Niños abandonados: aquellos que son completamente ignorados por sus compañeros.
- Niños polémicos: aquellos que reciben gran cantidad de menciones, negativas o positivas.

Dentro del primer grupo pueden distinguirse en realidad dos: los rechazados-retraídos y los muy distintos rechazados-agresivos.
El acoso social puede ser suscitado por problemas somáticos y por el entorno familiar y social. Entre los primeros podemos citar defectos sensoriales, déficit de atención, retrasos o adelantos del desarrollo intelectual, trastornos del lenguaje como la tartamudez, o los síndromes preautistas. También hay características físicas como poseer un fenotipo peculiar poco común, ser poco agraciado, obeso, excesivamente alto / bajo o desarrollado / raquítico para su grupo, tener algún defecto físico que pueda atribuirse, erróneamente o no, a descuido o poca higiene, como el acné, el olor o sudoración excesiva, o incluso la ambigüedad sexual.
La etiología no somática, que puede ser confluyente, se localiza en el entorno familiar y social: pertenencia a minorías étnicas o confesiones religiosas con otras concepciones de las relaciones sociales que contribuyen a singularidades que alejan al niño del común, etc. La crueldad es propia de la inmadurez de los niños y se ensaña incontrolada con el rarito hasta que es contenida por la educación y el conocimiento. Basta para el rechazo que se haya incorporado al curso más tarde, vista de forma poco convencional para el medio o tenga costumbres relacionales más o menos insólitas por su origen social, étnico o nacional (xenofobia).

## Impacto
Las situaciones de maltrato lo que revelan es una grave disfunción relacional que por lo tanto afectará al normal  desenvolvimiento del cumplimiento de tareas del menor. Este fracaso en la ejecución de las metas del menor sería, en sentido amplio, el impacto del maltrato y es lo que se viene a significar cuando en las definiciones de maltrato se señala que éste amenaza el desarrollo de la competencia del niño o el desarrollo físico, psicológico y emocional considerado como normal para el niño.

El impacto del maltrato o abuso, al ser un fenómeno contextualizado, puede verse amortiguado, según múltiples variables: no solo las más obvias, relacionadas con el tipo, duración o intensidad del maltrato, sino también con las características de la víctima (victimología), los recursos y apoyos que tenga, y las propias situaciones de su evolución vital. Según el artículo (2003) «Basta de indiferencia: maltrato infantil», el abuso infantil suscita polémicas desde siempre referidas a la propia historia del caso particular.
Independientemente de las secuelas físicas que desencadena directamente la agresión producida por el abuso físico o sexual, todos los tipos de maltrato infantil dan lugar a trastornos conductuales, emocionales y sociales. La importancia, severidad y cronicidad de estas secuelas depende de:
- Intensidad y frecuencia del maltrato.
- Características del niño (edad, sexo, susceptibilidad, temperamento, habilidades sociales, etc).
- El uso o no de la violencia física.
- Relación del niño con el agresor.
- Apoyo intra-familiar a la víctima infantil.
- Acceso y competencia de los servicios de ayuda médica, psicológica y social.

En los primeros momentos del desarrollo evolutivo se observan repercusiones negativas en las capacidades relacionales de apego y en la autoestima del niño. Así como pesadillas y problemas del sueño, cambios de hábitos de comida, pérdidas del control de esfínteres, deficiencias psicomotoras, trastornos psicosomáticos.
En escolares y adolescentes encontramos: fugas del hogar, conductas autolesivas, hiperactividad o aislamiento, bajo rendimiento académico, deficiencias intelectuales, fracaso escolar, trastorno disociativo de identidad, delincuencia juvenil, consumo de drogas, enuresis, dislalia, disfemia, alcoholismo, miedo generalizado, depresión, distimia, rechazo al propio cuerpo (anorexia, bulimia), culpa y vergüenza, agresividad, problemas de relación interpersonal.
Más allá de las consecuencias en el plano meramente psicológico, una investigación norteamericana ha apuntado que el castigo físico puede provocar alteraciones a nivel cerebral. Según este estudio, cuando los niños están sometidos a la violencia más allá de los cinco años de vida, tienen un coeficiente intelectual más bajo que sus coetáneos, lo cual se debe a una disminución de la materia gris en las zonas del área prefontal del cerebro.
Diversos estudios señalan además que el maltrato continúa de una generación a la siguiente. De forma que un niño maltratado tiene alto riesgo de ser perpetuador de maltrato en la etapa adulta.

## Aspectos históricos

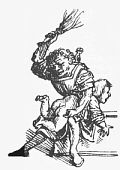
Dibujo histórico a lápiz de un castigo corporal escolar. Texto adjunto manuscrito en original: Tyranis di Magistrum (Tiranía del Maestro). Dibujo al margen en el libro Elogio de la locura de Erasmo de Rótterdam

El sacrificio infantil fue practicado por muchas culturas de la antigüedad, y no menos entre los indígenas de la América de antes del Descubrimiento.

### Consideraciones bíblicas
En el libro Proverbios se identifican ideas que desarrollan conceptos ligados a los recursos de crianza y enseñanza y se evidencia su clara inclinación hacia la práctica del maltrato con la finalidad de producir cambios conductuales:

La necedad es parte del corazón juvenil, pero la vara de la disciplina lo corrige.

El látigo es para los caballos, el freno para los asnos, y el garrote para la espalda del necio.

Los golpes y las heridas curan la maldad; los azotes purgan lo más íntimo del ser.

Solá expresa que una mirada a la historia de la Biblia desvela que estos métodos por sí mismos no hicieron nunca una sociedad mejor y más ajustada a la voluntad de Dios. Más adelante, en el Nuevo Testamento se manifiesta un cambio de actitud respecto a las relaciones humanas:

Así que en todo traten ustedes a los demás tal y como quieren que ellos los traten a ustedes. De hecho esto es la ley y los profetas.

Y ustedes, padres, no provoquen la ira en sus hijos; sino críenlos en disciplina y amonestación del Señor.

### Desarrollo histórico
A lo largo de la historia de la humanidad y en la actualidad, tomando a la humanidad como un todo, puede decirse que lo normal, en el sentido de frecuente, es que los niños no reciban lo que entendemos por «buen trato». La mayoría de los datos históricos que poseemos sobre el respeto de los derechos de los niños por parte de muchas culturas de la antigüedad corroboran esta afirmación.

La atención jurídica y médica de los menores maltratados empezó a desarrollarse en la segunda mitad del siglo XIX. De manera individual, el médico francés A. Tardieu publicó en 1860 la primera monografía sobre el tema y el también médico estadounidense Silverman demostró con estudios radiológicos las consecuencias no visibles de los maltratos.
El primer proceso judicial que defendió a un menor (una niña) por los malos tratos recibidos por adultos (en su caso, su propia madre), tuvo lugar en 1874 en Estados Unidos. La acusación fue realizada por la Sociedad Protectora de Animales, por cuanto no existía ley alguna que amparase a los menores, aunque sí a los animales en general.
Estas labores pioneras dieron como resultado que antes de que acabase el siglo se creasen dos sociedades pro derechos de los niños: The Society for the Preventión of Cruelty to Children, en Nueva York, y The National Society for the Prevention of Cruelty to Children, en Londres.
La atención a los derechos de los menores es característica de la segunda mitad del siglo XX, que es cuando se les reconoce como sujetos de derechos. En 1959, la Asamblea General de las Naciones Unidas aprobó la Declaración de los Derechos del Niño; y, más tarde, en 1989, esa misma Asamblea adoptó la Convención sobre los Derechos del Niño.
Paralelamente a este interés en el estatus legal, se fue desarrollando la correspondiente atención a la comprensión y prevención del fenómeno.
En 1962 se publicó en Estados Unidos un trabajo científico titulado «Síndrome del niño apaleado» que incentivó de manera definitiva la atención a las víctimas de los malos tratos infantiles, incluyendo con ellos la reformulación de las medidas legislativas y la sensibilización de la opinión pública respecto del problema. En los países europeos más desarrollados, se produjo un fenómeno similar en los años siguientes.
Habiéndose registrado una alta incidencia de querellas de maltrato de niños y un esfuerzo único por este mal fue aprobada en varios estados de Estados Unidos la Ley Número 75 el 28 de mayo de 1980, en la cual se establecía que un menor era víctima de «maltrato o negligencia» cuando sufría daño o perjuicio, o se encontraba en riesgo de sufrir daño o perjuicio en su salud física, mental emocional, o en su bienestar, por las acciones y omisiones no accidentales de sus padres o de otras personas o instituciones responsables de su cuidado. En esta ley se estableció la política pública de protección a menores.
La atención de los expertos ha ido desde la casi concentración en los malos tratos de tipo físico a la apertura hacia, por un lado, la comprensión de los conceptos de negligencia y de maltrato emocional, y, por otro, el problema de los abusos sexuales. También, ha habido cambios en lo que se refiere a la percepción de los maltratadores (en principio, identificados con personas con problemas psíquicos o pertenecientes a contextos socioeconómicos muy atrasados; después, asumiendo el perfil variopinto del maltratador infantil) y en la forma de abordar los problemas (en principio, la separación del maltratado de su entorno; después, el intento de rehabilitar ese entorno).
Otro tipo de maltrato infantil, muy poco conocido es el llamado Síndrome de Münchausen por poderes, consiste en inventar una enfermedad en el niño o producirla por la administración de sustancias y medicamentos no prescritos. Generalmente se trata de un niño en la edad de lactante-preescolar (edad media de 3 años). Los signos y síntomas aparecen solamente en presencia de la madre (habitualmente el perpetrador del abuso), son de causa inexplicable y los exámenes complementarios no aclaran el diagnóstico. Este síndrome presenta una mortalidad entre 10-20%, y su impacto a largo plazo puede dar lugar a desórdenes psicológicos, emocionales y conductuales.

### Toma de declaración con menores
A la hora de tomarle declaración al niño, se hará de la misma forma que a los adultos, intentando conseguir la mayor cantidad de información posible sin alterar los recuerdos. No obstante, así como la mejor forma de entrevistar a los adultos es utilizando el modelo de entrevista cognitiva, con los niños no se recomienda usarla, pero sí deben seguirse una serie de procedimientos. Así, en primer lugar, debe crearse un ambiente cómodo para realizar la entrevista, haciéndole sentir al niño que su relato es importante y recalcándole que es necesario que cuente hasta el más mínimo detalle aunque este le parezca irrelevante. El segundo paso consiste en pedirle al niño que cuente lo sucedido y, mientras, este no debe ser presionado ni interrumpido. Si existen dudas sobre alguna parte del relato, se aclararán preferiblemente cuando termine la narración y utilizando siempre preguntas abiertas. Se les debe evitar realizar preguntas sobre el porqué de algún suceso, ya que esto podría hacer que se sientan culpables, así como evitar las preguntas repetitivas para que el niño no responda lo que cree que el entrevistador quiere oír. Después de las preguntas abiertas pueden realizarse preguntas específicas para obtener información relevante ya que los niños, al contar el relato, no saben distinguir entre aquello que es importante y lo que no. En el caso de que deba realizarse alguna pregunta cerrada, es recomendable que esta tenga más de dos opciones de respuesta. Deben evitarse las preguntas en las que se sugiere información; no obstante, pueden ser necesarias en algunas ocasiones, y además muestran ser útiles en la evaluación de la susceptibilidad para admitir información falsa del niño entrevistado. Las respuesta a estas preguntas deben valorase con mucha cautela y siempre considerando la posibilidad de que dicha información sea falsa. Finalmente, deben evitarse las técnicas de recuperación del recuerdo ya que podrían alterar el relato y la memoria del niño, aumentando los errores.
Además de estos procedimientos, pueden utilizarse otros auxiliares como la realización de dibujos por parte del niño, lo que permite la representación de situaciones complejas. También pueden emplearse muñecos cuando el menor ha sido víctima de abusos sexuales. Se diferencian dos tipos de muñecos: aquellos normales que utiliza cualquier niño para jugar, y muñecos anatómicamente correctos. Los primeros pueden ser utilizados por el niño para hablar de algunas situaciones complejas, facilitar el diálogo, perder el miedo o vergüenza, etc. Los segundos son realizados exclusivamente para la evaluación de agresiones sexuales. Consisten en muñecos con atributos sexuales de ambos sexos, de diferentes edades y diferente desarrollo físico, con ciertas características para poder representar cualquier tipo de conducta sexual. Es importante que sea el niño quien adjudique cada papel a cada muñeco, así se obtendrá información de gran valor sobre el hecho sucedido. No obstante, su uso no es recomendable en niños menores de 5 años ya que puede dar lugar a una mayor fantasía y a errores en la interpretación.